# Bibliothèque tibétaine et himalayenne
Pour les articles homonymes, voir THL.
La Bibliothèque tibétaine et himalayenne (en anglais Tibetan and Himalayan Library ou THL, anciennement Tibetan and Himalayan Digital Library ou THDL) est une bibliothèque numérique créée en 2000 par l'université de Virginie aux États-Unis et hébergée par celle-ci. Elle est consacrée aux langues, à l’histoire et à la géographie du plateau tibétain et des régions de l'Himalaya méridional.

## Description

### Fondation
Cette bibliothèque numérique a été créée en 2000 à l'université de Virginie aux États-Unis avec le soutien de sa bibliothèque universitaire et de l'Institute for Advanced Technology in the Humanities (en).

### Objet
Elle met à la disposition sur une plateforme unique, de nombreuses ressources électroniques (bases de données, dictionnaires, publications et revues académiques, vidéographies, etc.) concernant la culture du plateau tibétain et des régions himalayennes méridionales.

### Partenaires
Outre l'université de Virginie, on note parmi les partenaires institutionnels:
- l'THL,
- le projet Digital Himalaya (en)
- l'ONG Machik (en)
- l'ONG Rabsal basée au Tibet oriental
- l'université Rice
- l’académie des sciences sociales de la région autonome du Tibet,
- l’université du Tibet,
- le Buddhist Resource Center,
- l’université de Californie à Santa Barbara.

On notamment collaboré au projet les professeurs américains David Germano (en) et Matthew Kapstein, le professeur français Nicolas Tournadre, la tibétologue suisse Amy Heller, le tibétologue britannique Sam van Schaik ainsi que les chercheurs chinois tibétains Tsering Gyalpo, Könchok Jiatso, Yarlung Buchung, Drongbu Tsering Dorje et Lhakpa Tseten.

## Outils et projets notables
La bibliothèque tibétaine et himalayenne et ses différents partenaires ont développé une série d'outils, de projets et de publications, parmi lesquels figurent le système de transcription phonétique THL du tibétain standard, la fonte « Tibetan Machine Uni », le site interactif sur le monastère de Drepung, l'étude des monastères de Séra et de Méru Nyingba ou le catalogage de plus de 400 sites de la culture de Zhang Zhung. Elle héberge également la Revue de l'Association internationale des études tibétaines (Journal of the International Association of Tibetan Studies ou JIATS) de l'Association internationale des études tibétaines (International Association of Tibetan Studies) ou IATS).

### Transcription THL
La transcription phonétique simplifiée THL du tibétain standard (anglais : THL Simplified Phonetic Transcription of Standard Tibetan) a été développée par David Germano (en) et Nicolas Tournadre. Cette méthode de romanisation du tibétain standard vise à simplifier sa romanisation par rapport à translittération Wylie. Elle est couramment utilisée par les tibétologues dans les transcriptions des noms propres, aux côtés de la translittération Wylie.

### Tibetan Machine Uni
Tibetan Machine Uni est une fonte OpenType pour l'écriture tibétaine, basée sur une conception graphique de Tony Duff. Elle a été mise à jour et adaptée pour le rendu Unicode de texte tibétain par la Bibliothèque tibétaine et himalayenne à l'université de Virginie et publiée sous licence publique générale GNU. La fonte supporte un ensemble étendu de ligatures pour le tibétain.

### Drepung
Le projet numérique du monastère de Drepung, dirigé par Georges Dreyfus en collaboration avec le Williams College, l'Académie des sciences sociales de la région autonome du Tibet, l'université de Virginie et les moines du monastère, fournit une documentation multimédia concernant le plus grand monastère de l'histoire du Tibet, et peut-être au monde, composée de cartes, d'articles, de photographies et de vidéos.

## Financement
Divers organismes privés, publics et universitaires, principalement des États-Unis, ont apporté un financement au projet. Par ordre décroissant du montant des principales contributions :
- département de l'Éducation des États-Unis,
- département d'État des États-Unis,
- Fondation nationale pour les sciences humaines,
- Agence des États-Unis pour le développement international,
- Society for South-Asian Studies,
- université de Virginie,
- université Rice (bibliothèque Fondren),
- université de Californie à Santa Barbara.